# Katsumi Anma
Katsumi Anma (ur. 1914 w Shizuoka, zm. 8 kwietnia 1942) – japoński as myśliwski okresu II wojny światowej. Odniósł prawdopodobnie 32 zwycięstwa powietrzne. 
Katsumi Anma ukończył studia w akademii wojskowej w 1936 roku. W 1938 r. został przydzielony do jednostki dowodzonej przez Tateo Katō, walczącej w Chinach. 20 maja 1938 r. odniósł pierwsze zwycięstwo. Zestrzelił chiński samolot I-15 w Lanfeng.
W lipcu 1939 r. został przydzielony do jednostki 64 Sentai. W czasie bitwy nad Chałchin-Goł zestrzelił 4 samoloty radzieckie.
W sierpniu 1940 r. objął dowództwo 3 eskadry w 64 Sentai. Walcząc przeciwko lotnictwu chińskiemu zestrzelił prawdopodobnie 27 samolotów. Anma zginął 8 kwietnia 1942 r. w walce ponad Loiwing w Chinach z samolotami Curtiss P-40 Warhawk, pilotowany przez niego Nakajima Ki-43 został zestrzelony.